# Milada Emmerová
Milada Emmerová, née le 4 novembre 1944 à Pilsen, est une médecin et femme politique tchèque, anciennement membre du Parti social-démocrate tchèque (ČSSD).